# Diastatops obscura
Diastatops obscura é uma espécie de libélula Libellulidae.  Ocorre em regiões tropicais da América do Sul, incluindo registros confirmados no Brasil, Suriname, Peru e Paraguai.

## Descrição morfológica
Espécie de porte mediano para libélulas tropicais, com abdômen robusto e coloração geral escura, destacando-se asas largas de tonalidade predominantemente marrom-escura com veias proeminentes e, nas fêmeas, veios basais avermelhados.
Os segmentos anteriores do abdômen exibem uma coloração negra nos machos, com transição gradual para marrom-escuro nos segmentos posteriores; as fêmeas possuem abdômen levemente menor e coloração mais uniforme.

## Distribuição e habitat
A distribuição geográfica de D. obscura inclui grande parte da região amazônica e áreas adjacentes: há ocorrências registradas em estados brasileiros como Pará, Amazonas e Maranhão, no Peru, no Suriname e em regiões do Paraguai.
Habita tipicamente margens de rios e lagoas de águas paradas ou de movimento lento, bem como brejos e lagoas temporárias em regiões de floresta tropical densa e semidecídua.

## Biologia e ecologia
Alimentação: Adultos de D. obscura são predadores ágeis que capturam artrópodes voadores e pequenos insetos aquáticos, realizando ataques rápidos a partir de locais de percha em vegetação emergente.
As ninfas (larvas) desenvolvem-se em brejos e lagoas de águas paradas, alimentando-se de pequenos invertebrados aquáticos e larvas de insetos.
Comportamento: Machos adultos defendem territórios aéreos, engajando-se em combates acrobáticos para evasão de competidores e atração de fêmeas; o potencial de retenção de recursos é influenciado pelo tamanho e vigor físico do indivíduo.

## Reprodução
Seleção de parceiros: As fêmeas de D. obscura participam de forma passiva na seleção de parceiros, aceitando copular com o primeiro macho que realiza a aproximação bem-sucedida.
Ninhos e postura: Pouco se conhece sobre a arquitetura de ninhos em D. obscura, mas a postura envolve deposição de ovócitos em vegetação aquática flutuante ou em sedimentos finos próximos a margens, com desenvolvimento larval em cerca de 30 a 35 dias até a eclosão em estágio adulto.

## Estado de conservação
Avaliada como Pouco Preocupante pela IUCN em 2022, devido à ampla distribuição e ausência de evidência de declínio populacional significativo.
A espécie não consta em listas nacionais de ameaça no Brasil e tolera, em geral, ambientes secundários desde que haja disponibilidade de brejos ou margens de cursos d’água.

## Etimologia
O nome genérico Diastatops deriva do grego diastasis (abertura) e opsis (aparência), em referência à forma ampla das asas; o epíteto específico obscura vem do latim obscurus (escuro), aludindo à coloração predominante das asas e do abdômen.